# Наконечне Друге
Наконечне Друге — село в Україні, у Яворівському районі Львівської області. Населення становить 1,1 тисяч осіб. Орган місцевого самоврядування — Яворівська міська рада.
Назва «Наконечне» — це назва поселення, яке виникло на околиці, тобто на кінці міста. Існує й інша версія назви села, яка пояснює, що тут була розташована кузня, де виготовляли міцні та гострі наконечники для стріл і списів. Оповідають, що польовою дорогою, яка проходила за 2 кілометри на північ до Наконечного Першого, яку ще називали «Ярославським гостинцем», проходили козацько-татарські війська на Люблін, Варшаву 1648–1654 років.
Поблизу села збереглися сліди поселення III-IV ст. н.е.
Наконечне мало свою громаду, парафію з церквою Успіння Пресвятої Богородиці. У 1871 році була збудована перша школа, у якій було два класи. До школи ходило всього 30 учнів. Граматики вчилося дуже мало дітей, але в селі відкривали читальні, у яких вчили національної культури. Зараз в селі діє середня школа.
В селі знаходиться мурована церква Пресвятої Трійці (УГКЦ), збудована у 1999 році. Адміністратор: о. Лабінський Роман [попередні парохи: адмін. о. Кістечок Михайло].

## Населення

### Мова
Розподіл населення за рідною мовою за даними перепису 2001 року:
| Мова       | Кількість | Відсоток |
| ---------- | --------- | -------- |
| українська | 1166      | 100%     |

## Народились
- Романець Нестор — Лицар Бронзового хреста заслуги УПА.
- Сеник Роман Федорович — герой Небесної сотні, загинув під час Євромайдану.